# PSA Pallacanestro Sant'Antimo
La Pallacanestro Sant’Antimo S.S.D.R.L.Malvin Sant’Antimo è una squadra di pallacanestro, situata a Sant’Antimo. La squadra gioca le partite interne al PalaPuca, e dalla stagione 2019-20 milita nel campionato di Serie B, terzo livello nazionale della pallacanestro italiana.
Ha la stessa denominazione sociale della Pallacanestro Sant'Antimo e spesso è confusa con la Partenope Napoli Basket.

## Storia
Vincitrice del campionato di C Gold Campania  2018-19, la società disputa dalla stagione 19-20 la Serie B. 
Nella stagione 20-21 Sant’Antimo si classifica al quinto posto, centrando il raggiungimento dei play-off 
Nella stagione 21-22 sotto la guida di Agostino Origlio la squadra campana si piazza nona nel girone D lasciandosi sfuggire nelle ultime giornate la qualificazione Play-Off. 
Nella stagione 22-23 sotto la guida di coach Marco Gandini, i partenopei, per la prima volta, si qualificano per le final four di SuperCoppa a Forlì, uscendo in semifinale contro la Pallacanestro Roseto. In campionato, invece, la Geko si qualifica al quarto posto nel Girone D, garantendosi, oltre che l’accesso ai play-off, anche la qualificazione al prossimo campionato di B1-Nazionale. Verrà eliminata al primo turno di playoff dalla  Sebastiani Rieti, con un secco 3-0 a favore dei reatini. 
Nella stagione 23-24 ancora sotto la guida tecnica di Marco Gandini, la Geko si qualifica per il secondo anno consecutivo ai play-off, in virtù del ottavo posto conquistato nel ostico Girone A . Questa volta i partenopei affrontano la capolista del girone B Roseto, uscendo sconfitti nella serie per 3-1 strappando una vittoria al PalaPuca contro la compagine abruzzese.

## Roster 2023-2024
|    | Naz.              | Ruolo | Sportivo            | Anno | Alt. | Peso |  |
| -- | ----------------- | ----- | ------------------- | ---- | ---- | ---- |  |
| 3  | Italia (bandiera) | G     | Gabriele Di Camillo | 2004 | 193  | 78   |  |
| 4  | Italia (bandiera) | AG    | Andrea Colussa      | 2000 | 202  | 99   |  |
| 17 | Italia (bandiera) | PG    | Carlo Cantone       | 1985 | 185  | 81   |  |
| 9  | Italia (bandiera) | P     | Antonio Gallo       | 2000 | 182  | 75   |  |
| 13 | Italia (bandiera) | G     | Massimo Peluso      | 2004 | 182  | 75   |  |
| 10 | Italia (bandiera) | G     | Marco Mennella      | 1999 | 194  | 85   |  |
| 5  | Italia (bandiera) | GA    | Filiberto Dri       | 1989 | 190  | 82   |  |
| 7  | Italia (bandiera) | GA    | Luca Digno          | 2001 | 192  | 87   |  |
| 12 | Grecia (bandiera) | AC    | Michalis Kamperidis | 1994 | 206  | 109  |  |
| 15 | Italia (bandiera) | A     | Marco Ius           | 2004 | 204  | 98   |  |
| 11 | Italia (bandiera) | C     | Andrea Quarisa      | 1992 | 204  | 109  |  |
| 34 | Italia (bandiera) | GA    | Francesco Stentardo | 2003 | 199  | 90   |  |
| 20 | Italia (bandiera) | AC    | Andrea D’Apice      | 2004 | 204  | 95   |  |

## Roster 2024-2025
Aggiornato al 03 aprile 2025.
|    | Naz.                  | Ruolo | Sportivo             | Anno | Alt. | Peso |  |
| -- | --------------------- | ----- | -------------------- | ---- | ---- | ---- |  |
| 0  | Italia (bandiera)     | PG    | Diego Jordan Lucas   | 1996 | 178  | 77   |  |
| 5  | Italia (bandiera)     | GA    | Carlo Spernanzoni    | 2005 | 190  | 90   |  |
| 7  | Montenegro (bandiera) | C     | Fatih Mehmedoviq     | 2000 | 205  | 990  |  |
| 8  | Slovenia (bandiera)   | G     | Ziga Jurcek          | 1998 | 196  | 85   |  |
| 9  | Italia (bandiera)     | PG    | Francesco Spinelli   | 2005 | 193  | 78   |  |
| 11 | Italia (bandiera)     | PG    | Gabriele Spizzichini | 1992 | 196  | 84   |  |
| 13 | Italia (bandiera)     | A     | Riccardo Rota        | 2004 | 197  | 85   |  |
| 14 | Italia (bandiera)     | AC    | Pio Ruggiero         | 2004 | 208  | 102  |  |
| 15 | Italia (bandiera)     | C     | Giovanni Lenti       | 1996 | 200  | 108  |  |
| 18 | Italia (bandiera)     | GA    | Gabriele Berra       | 2000 | 195  | 90   |  |
| 23 | Italia (bandiera)     | C     | Flavio Cannavina     | 2004 | 202  | 85   |  |